# Leyton Orient F.C.
Leyton Orient Football Club – angielski klub piłkarski, założony w 1881 roku w Londynie, występujący w EFL League One. Zespół jest znany również jako Orient lub The O's. Największym sukcesem klubu jest spędzenie jednego sezonu (1962/1963) w najwyższej ówcześnie klasie rozgrywkowej – First Division (obecnie Premier League).

## Sukcesy
- Awans do I ligi angielskiej: 1962

## Klubowe rekordy
- Najwyższe zwycięstwo: 8:0 przeciw Crystal Palace (Division 3 South), 1955
- Najwyższa porażka: 0:8 przeciw Aston Villa (4. runda FA Cup), 1929
- Najwyższa frekwencja: 34 345 widzów – przeciw West Ham United (4. runda FA Cup), 1964
- Najwięcej bramek w lidze: 35 – Tommy Johnston (Division 2), 1957/1958
- Najwyższa suma transferu (otrzymana): 1 milion funtów – Gabriel Zakuani Fulham, lipiec 2006
- Najwyższa suma transferu (wydana): 175 tys. funtów – Paul Beesley Wigan Athletic, 1989

## Skład zespołu

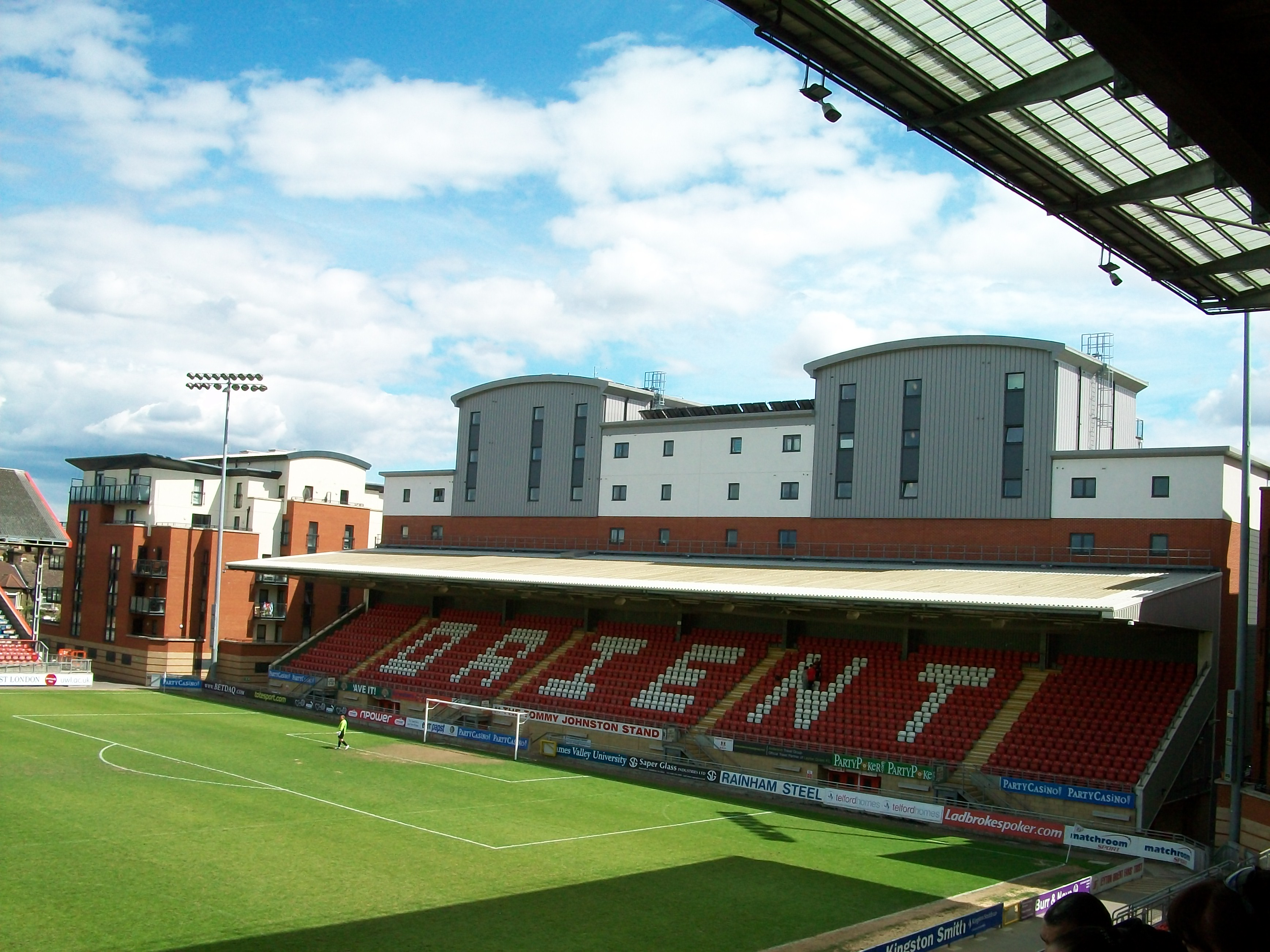
Brisbane Road

Stan 31 stycznia 2023.
| Nr | Poz. | Piłkarz                                       |
| -- | ---- | --------------------------------------------- |
| 1  | BR   | Sam Sargeant                                  |
| 2  | OB   | Tom James                                     |
| 4  | OB   | Shadrach Ogie                                 |
| 5  | OB   | Dan Happe                                     |
| 6  | OB   | Adam Thompson                                 |
| 7  | PO   | Paul Smyth                                    |
| 8  | PO   | Craig Clay                                    |
| 10 | NA   | Ruel Sotiriou                                 |
| 11 | PO   | Theo Archibald                                |
| 12 | PO   | Jordan Brown                                  |
| 14 | PO   | George Moncur                                 |
| 15 | PO   | Idris El Mizouni (Wypożyczony z Ipswich Town) |
| 16 | NA   | Aaron Drinan                                  |
| 17 | PO   | Jordan Lyden                                  |
| 18 | PO   | Darren Pratley (kapitan)                      |

| Nr | Poz. | Piłkarz                                                  |
| -- | ---- | -------------------------------------------------------- |
| 19 | OB   | Omar Beckles                                             |
| 20 | PO   | Anthony Georgiou                                         |
| 22 | BR   | Lawrence Vigouroux                                       |
| 23 | NA   | Charlie Kelman (Wypożyczony z Queens Park Rangers)       |
| 24 | OB   | Jayden Sweeney                                           |
| 26 | NA   | Sonny Fish                                               |
| 27 | BR   | Rhys Byrne                                               |
| 28 | NA   | Daniel Nkrumah                                           |
| 29 | PO   | Zech Obiero                                              |
| 32 | OB   | Rob Hunt                                                 |
| 33 | OB   | Jamie McCart (Wypożyczony z Rotherham United)            |
| 34 | PO   | Kieran Sadlier (Wypożyczony z Bolton Wanderers)          |
| 40 | PO   | Stephen Duke-McKenna (Wypożyczony z Queens Park Rangers) |
| 43 | OB   | Ed Turns (Wypożyczony z Brighton & Hove Albion)          |

### Piłkarze na wypożyczeniu
| Nr | Poz. | Piłkarz                           |
| -- | ---- | --------------------------------- |
| 3  | OB   | Connor Wood (w Colchester United) |
| 9  | NA   | Harry Smith (w Barnet)            |
| 21 | PO   | Matt Young (w Haringey Borough)   |

| Nr | Poz. | Piłkarz                               |
| -- | ---- | ------------------------------------- |
| 25 | PO   | Harrison Sodje (w Cray Wanderers)     |
| 30 | PO   | Jephte Tanga (w Sutton Common Rovers) |